# Jason Mantzoukas
Jason Mantzoukas (in greco Ιάσων Μαντζούκας?; Nahant, 18 dicembre 1972) è un attore statunitense.

## Filmografia parziale

### Attore

#### Cinema
- 5 appuntamenti per farla innamorare (I Hate Valentine's Day), regia di Nia Vardalos (2009)
- Il dittatore (The Dictator), regia di Larry Charles (2012)
- Cattivi vicini (Neighbors), regia di Nicholas Stoller (2014)
- SWOP: I sesso dipendenti (Sleeping with Other People), regia di Leslye Headland (2015)
- Nonno scatenato (Dirty Grandpa), regia di Dan Mazer (2016)
- Single ma non troppo (How to Be Single), regia di Christian Ditter (2016)
- Casa Casinò (The House), regia di Andrew J. Cohen (2017)
- The Disaster Artist, regia di James Franco (2017)
- John Wick 3 - Parabellum (John Wick: Chapter 3 - Parabellum), regia di Chad Stahelski (2019)
- Infinite, regia di Antoine Fuqua (2021)

#### Televisione
- Parks and Recreation – serie TV, 7 episodi (2009-2015)
- Modern Family – serie TV, episodio 4x12 (2013)
- Community – serie TV, episodio 6x04 (2015)
- Transparent – serie TV, 5 episodi (2014-2017)
- Brooklyn Nine-Nine – serie TV, 11 episodi (2016-2021)
- The Good Place – serie TV, 9 episodi (2017-2020)
- No Activity – serie TV, 18 episodi (2017-2021)
- Roar – serie TV, episodio 1x05 (2022)
- Paper Girls – serie TV, 3 episodi (2022)
- Percy Jackson e gli dei dell'Olimpo (Percy Jackson and the Olympians) – serie TV, 3 episodi (2023)
- Twisted Metal – serie TV, episodio 1x08 (2023)

### Doppiatore
- Big Mouth – serie animata, 31 episodi (2017-in corso)
- Comrade Detective – serie TV, 6 episodi (2017)
- Ralph spacca Internet, regia di Rich Moore e Phil Johnston (2018)
- Dolittle, regia di Stephen Gaghan (2020)
- Close Enough - serie animata, 24 episodi (2020-2022)
- Invincible – serie animata, 8 episodi (2021)
- Star Trek: Prodigy - serie animata (2021-in corso)
- America: il film, regia di Matt Thompson (2021)
- Agent Elvis - serie animata, 6 episodi (2023)
- Obliterated - serie TV, 6 episodi (2023)

### Sceneggiatore
- Poliziotto in prova (Ride Along), regia di Tim Story (2014)

## Doppiatori italiani
Nelle versioni in italiano delle opere in cui ha recitato, Jason Mantzoukas è stato doppiato da:
- Luigi Ferraro in Modern Family, The Disaster Artist
- Alessandro Quarta in John Wick 3 - Parabellum, Infinite
- Roberto Gammino in Il dittatore
- Francesco Mei in Community
- Alberto Angrisano in SWOP: I sesso dipendenti
- Gabriele Sabatini in Nonno scatenato
- Alessio Cigliano in Single ma non troppo
- Carlo Scipioni in Cattivi vicini
- Alberto Caneva in Brooklyn Nine-Nine
- Alessandro Budroni in The Good Place
- Simone D'Andrea in Percy Jackson e gli dei dell'Olimpo
- Luigi Rosa in Paper Girls
- Daniele Raffaeli in Enlightened - La nuova me
- Diego Baldoin in Transparent (ep. 1x07)
- Luca Ghignone in Transparent (ep. 2x05-07, 4x03)
- Stefano Brusa in Casa casinò
- Emanuele Durante in Dickinson
- Alberto Bognanni in Twisted Metal

Da doppiatore, è stato sostituito da:
- Ezio Conenna in LEGO Batman - Il film, Big Mouth
- Ivan Andreani in Ralph spacca Internet
- Stefano Skalkotos in Dolittle
- Giorgio Borghetti in Invincible
- Franco Mannella in Close Enough
- Roberto Stocchi in Solar Opposites
- Emiliano Coltorti in Pam & Tommy
- Roberto Palermo in Star Trek: Prodigy
- Paolo Carenzo in America: il film